# The Tapscott Sessions Vol. 6
The Tapscott Sessions Vol. 6 ist ein Jazzalbum von Horace Tapscott. Die um 1982/83 entstandenen Aufnahmen erschienen 1983 auf Nimbus West Records.

## Hintergrund
Die Soloaufnahmen Tapscotts wurden von dessen Produzenten Tom Albach als seine größte Leistung angesehen. Wie diesem sehr wohl bewusst war, galten Solo-Piano-LPs als eine besonders unlukrative Geschäftsentscheidung, schrieb Joseph W. Washek. Solo-Klavieralben, selbst von bekannten Künstlern, seien in dieser Zeit notorisch schwer zu verkaufen gewesen, aber wenn der Pianist unbekannt war und hauptsächlich Eigenkompositionen spielte, sei es so gut wie unmöglich gewesen damit Gewinn zu machen, aber Albach widmete sich trotzdem dieser Aufgabe. Zwischen 1982 und 1985, wann immer Tapscott sich dazu bereit fühlte, heuerte Albach einen professionellen Toningenieur an, eine Crew und ein mobiles Tonstudio, um den Pianisten im Lobero Theatre solo aufzunehmen, normalerweise zwischen zwei und vier Uhr morgens, wenn der Autoverkehr in der Stadt minimal war. Das Theater verfügte über einen besonders gut klingenden Raum mit einem Klavier, das Tapscott zusagte.
Obwohl Tapscott für jede Aufnahmesitzung gut bezahlt wurde, wurden ihm keine kommerziellen Beschränkungen auferlegt, so der Autor. Er wurde ermutigt, alle Kompositionen auf die Art und Weise zu spielen, die er wählte. Das Ergebnis waren vierunddreißig Stunden Material an Aufnahmen, die ungefähr im Verhältnis 70/30 zwischen Tapscotts Kompositionen und Standards/Jazz-Stücken aufgeteilt waren.

## Titelliste
- Horace Tapscott: The Tapscott Sessions Vol. 6 (Nimbus West Records NS-2036)[2]

A1 Ancestral Echoes 12:54

A2 Jessica (Roy Porter) 6:21

B1 Restless Nights (Reuben King) 5:50

B2 Chartreuse Blues 5:21

B3 The Golden Pearl 3:32

B4 New Horizon (Kaeef Ruzadun) 4:24
Wenn nicht anders vermerkt, stammen die Kompositionen von Horace Tapscott.

## Rezeption
Ein orientalisches Thema durchdringe „Ancestral Echoes“, den Eröffnungstitel von Band 6 der Tapscott Sessions, schrieb Frank Rubolino in All About Jazz. Mit ausgiebigem Sondieren bewege sich Tapscott zu einer Mischung aus europäischen und asiatischen Einflüssen, während er in eine besinnliche Stimmung versinke. Die Melodie ehre auch die amerikanischen Ureinwohner in ihrer Rhythmuslinie, was darauf hindeute, dass Tapscott mit dieser einen Aussage mehrere Kulturen seinen Respekt erweisen wollte. Seine Bewegungen in freien Formen seien kurz, fügten sich aber wunderbar in die reichhaltigen Texturen des Stücks ein, stark untermauert mit der dominanten Betonung der linken Hand.
Die Werke von drei afroamerikanischen Komponisten aus der Gegend von Los Angeles stehen auf der Playlist dieser Folge, was seine Identifikation mit seiner Wahlheimat und seine Entschlossenheit, die Gleichberechtigung der Rassen zu fördern, weiter verstärke, so Rubolino. Tapscott würde in Reuben Kings „Restless Nights“ einen Hauch von Blues einrühren, male ein lebhaftes Bild von Roy Porters „Jessica“ und projiziere einen visionären Sinn in Kaeef Ruzaduns „New Horizon“. Durch dieses Album ziehe sich ein melancholischer Faden, der einmal mehr beweise, wie gekonnt Tapscott eine sehr persönliche Stimmung vermitteln konnte. Durch sein Spiel habe er oft eine dunklere Seite seiner Persönlichkeit gezeigt, aber die Stücke endeten ausnahmslos mit einem Sonnenstrahl, anstatt sich in Verzweiflung aufzulösen.